# Acheilognathus hondae
Acheilognathus hondae is een  straalvinnige vissensoort uit de familie van eigenlijke karpers (Cyprinidae). De soort werd in 1913 wetenschappelijk beschreven als Pseudoperilampus hondae door
Jordan & Metz. Ze noemden de soort naar Dr. K. Honda, directeur van het landbouwstation in Suigen (Zuid-Korea), vanwaar ze een "fijne collectie" hadden verkregen.